# Biston jezoensis
Biston jezoensis là một loài bướm đêm trong họ Geometridae.